# 5602-es mellékút (Magyarország)
Az 5602-es mellékút egy bő 5,5 kilométeres hosszúságú, négy számjegyű mellékút Tolna vármegye délkeleti részén; Alsónána községet kapcsolja össze az 56-os főúttal, és a legközelebbi szomszédos településekkel.

## Nyomvonala
Várdomb lakott területének északi részén ágazik ki az 56-os főútból, annak a 14+250-es kilométerszelvénye közelében, nyugat felé. Rövid belterületi szakasza az Ady utca nevet viseli, de hamar maga mögött hagyja a község utolsó házait, bő fél kilométer megtételét követően pedig ki is lép a határai közül, és Alsónána területén folytatódik.
E községet 1,7 kilométer után éri el, ott már jellemzően délnyugati irányban települési neve a központig Kossuth utca, a déli falurészben pedig Dózsa György utca. A harmadik kilométerét elhagyva már újra külterületek közt húzódik, dél felé. Nagyjából 5,4 kilométer után elhalad Alsónána, Mórágy és Bátaszék hármashatára mellett, hátralévő szakaszán e két utóbbi település határvonala közelében halad, de teljesen mórágyi területen, Bátaszék területére nem lép be. Utolsó méterein keresztezi a Dombóvár–Bátaszék-vasútvonal vágányait, Mórágy-Alsónána megállóhely mellett, majd véget is ér, beletorkollva az 5603-as útba, annak 5+550-es kilométerszelvénye közelében.
Teljes hossza, az országos közutak térképes nyilvántartását szolgáló kira.gov.hu adatbázisa szerint 5,580 kilométer.

## Települések az út mentén
- Várdomb
- Alsónána
- (Mórágy)